# حزام بن خويلد
حزام بن خويلد، هو والد حكيم بن حزام، وأخو أم المؤمنين خديجة بنت خويلد، وخال فاطمة الزهراء.

## النسب
- هو: حزام بن خويلد بن أسد بن عبد العزى.
- أخوانه وأخواته: عدي، والعوام، ونوفل، وهالة، وخديجة.[3][4][5]

## سيرته
تزوج حزام من أم حكيم بنت زُهَير بن الحارث، واسمها زينب، وقيل: صفية، وقيل: فاختة. فأنجبت له حكيم وخالد وهشام. وقتل حزام في الفِجَار الآخر.
إلا أن ابن الأثير الجزري ذَكَرَهُ في الصّحابة وقال: «قال أبو موسى: أورده عبدان بن محمد بإسناده، عن علي بن يزيد الصدائي، عن أبي موسى مولى عمرو بن حريث، عن حكيم بن حزام، عن أبيه، قال: سألت رسول الله صَلَّى الله عليه وسلم؛ فقلت: يا رسول الله، أصوم الدهر؟ فسكت، ثم قلت: يا رسول الله، أصوم الدهر؟ فسكت، ثم قلت: يا رسول الله، أصوم الدهر؟ فقال: أَمَا لأِهْلِكَ عَلَيْكَ حَقُّ؟ صُمْ رَمَضَانَ وَالَّذِى يَلِيهِ، وُصُمِ الأَرْبَعَاءَ وَالخَمِيسَ، فَإِذَا أَنْتَ قَدْ صُمْتَ الدَّهْرَ كُلَّهُ، وَأَفْطَرْتَ الدَّهْرَ كُلَّهُ».
قال ابن حجر العسقلاني: «قال أَبُو مُوسَى: والصواب عن هارون عن مسلم عن عبيد الله عن أبيه قلت: وهو محتمل فظن ابن الأثير أن حكيم بن حزام المذكور هو الأسدي فترجم لأبيه فوهم وهمًا شنيعًا.».